# Timandra lombokensis
Timandra lombokensis är en fjärilsart som beskrevs av Louis Beethoven Prout 1938. Timandra lombokensis ingår i släktet Timandra och familjen mätare. Inga underarter finns listade i Catalogue of Life.